# Кашоне, Эммануэль
Эммануэль Кашоне (итал. Emmanuel Cascione; род. 22 сентября 1983, Катандзаро) — итальянский футболист, полузащитник; тренер.

## Карьера
Кашоне начинал футбольную карьеру в «Фиорентине», затем был в составе молодёжных команд «Лидо ди Камайоре», «Луккезе» и «Вест Хэм Юнайтед». На профессиональном уровне он начал выступать в «Пистойезе». 17 февраля 2002 года итальянский футболист провёл свой первый матч в Серии В: он вышел на поле во встрече с «Салернитаной». Всего же в сезоне 2001/02 Кашоне провёл за клуб 5 матчей в чемпионате. В следующем сезоне «Пистойезе» выступал в Серии С1, и итальянский полузащитник стал получать больше игровой практики. В сезоне 2002/03 он выступил в 23 матчах, но ни разу не отметился голом. В следующем году Кашоне сделал дубль в матче с «Варезе», но его команда проиграла матч со счётом 2:3. Сезон 2004/05 футболист также провёл в «Пистойезе»: он участвовал в 30 матчах Серии С1 и забил 3 гола.
В 2005 году Кашоне перешёл в клуб «Римини», выступавший в Серии В. В сезонах 2005/06 и 2006/07 полузащитник провёл в чемпионате одинаковое число матчей (28) и забил по 2 гола в каждом сезоне.
Летом 2007 года Кашоне был приобретён клубом «Реджина» из Серии А. 26 сентября 2007 года состоялся дебют полузащитника в высшем дивизионе Италии: футболист участвовал во встрече с «Аталантой». Всего в сезоне 2007/08 итальянец провёл 30 матчей в Серии А. В следующем сезоне Кашоне был в составе команды только в 3 матчах; в том же сезоне «Реджина» вылетела в Серию В, но игрок решил остаться в команде. В сезоне 2009/10 футболист провёл 27 матчей, а в двух из них отметился голом.
16 июля 2010 года «Пескара» приобретает часть прав на игрока. В сезоне 2010/11 Кашоне был одним из самых ценных игроков в полузащите этой команды. Он выходил на поле в 30 матчах и забил 3 мяча в ворота соперников. 24 июня 2011 года Кашоне расторг контракт с «Реджиной» и стал игроком «Пескары».